# Hans Brückmann
Hans Brückmann (* 13. Oktober 1897 in Linnich; † 5. Juli 1979 in Düren) war von 1948 bis 1962 Oberstadtdirektor von Düren. 
Brückmann legte sein Abitur am humanistischen Gymnasium in Jülich ab. Danach studierte er von 1918 bis 1921 Rechtswissenschaften. Ab 1919 war er Mitglied der katholischen Studentenverbindung KDStV Alania Bonn. 1925 promoviert er zum Dr. jur. an der Universität zu Köln.
In Neukirchen-Vluyn und in Kettwig war Brückmann von 1922 bis 1924 Bürgermeister. In dieser Zeit war er auch stellvertretender Landrat in Kempen. In Düsseldorf bei der Stadtverwaltung wurde er 1928 Rechtsrat. 1934 wurde er dort Beigeordneter für das Schuldezernat. 
Am 23. Juli 1948 wurde Hans Brückmann zum Oberstadtdirektor von Düren gewählt. Dieses Amt trat er am 18. August 1948 an. Seine Amtszeit endete am 31. Oktober 1962. Vorgänger von Hans Brückmann war Robert Pütz, sein Nachfolger wurde Hubert Lentz.
In die Amtszeit von Brückmann fiel der Aufbau der am 16. November 1944 fast völlig zerstörten Stadt (siehe Luftangriffe auf Düren).

## Ehrungen
Die Straße zwischen Bismarck- und Arnoldsweilerstraße am Provinzial-Hochhaus wurde am 24. Oktober 1962 in Hans-Brückmann-Straße benannt.